# Super Formula 2016
La stagione 2016 della Super Formula è stata la quarantaquattresima edizione del più importante campionato giapponese per vetture a ruote scoperte, la quarta con la denominazione di Super Formula. La serie è iniziata il 24 aprile ed è terminata il 30 ottobre, dopo 7 weekend di gara, per un totale di nove corse. Il campionato è stato vinto dal pilota nipponico Yuji Kunimoto, mentre il titolo tra le scuderie è stato vinto dalla P.mu/cerumo・INGING.

## La pre-stagione

### Calendario
La versione definitiva del calendario è stata resa nota a dicembre 2015. Una gara prevista ad Autopolis l'11 settembre, è stata cancellata il 29 maggio, a seguito dei danni causati dal terremoto di Kunamoto. Il 15 luglio è stata decisa l'introduzione di una doppia gara, da tenersi sul tracciato di Okayama.
| Gara | Nome                           | Circuito            | Giri                       | Lunghezza                  | Data         |
| ---- | ------------------------------ | ------------------- | -------------------------- | -------------------------- | ------------ |
| 1    | NGK SPARK PLUG Suzuka 2&4 Race | Circuito di Suzuka  | 43                         | 43 x 5,807 km = 249,701 km | 24 aprile    |
| 2    |                                | Circuito di Okayama | 8                          | 8 x 3,703 km = 29,624 km   | 29 maggio    |
| 3    |                                | Circuito del Fuji   | 55                         | 55 x 4,563 km = 250,965 km | 17 luglio    |
| 4    | Twin Ring Motegi 2&4 Race      | Twin Ring Motegi    | 52                         | 52 x 4,801 km = 249,652 km | 21 agosto    |
| 5    |                                | Circuito di Okayama | 28                         | 28 x 3,703 km = 103,684 km | 10 settembre |
| 5    | 51                             | Circuito di Okayama | 51 x 3,703 km = 188,853 km | 11 settembre               |              |
| 6    |                                | Sportsland SUGO     | 68                         | 68 x 3,704 km = 251,872 km | 25 settembre |
| 7    | JAF Grand Prix                 | Circuito di Suzuka  | 19                         | 19 x 5,807 km = 110,333 km | 30 ottobre   |
| 7    | JAF Grand Prix                 | Circuito di Suzuka  | 35                         | 35 x 5,807 km = 203,245 km | 30 ottobre   |

- Tutte le corse sono disputate in Giappone.

### Test
La prima sessione di test è tenuta sul Circuito di Suzuka, tra il 14 e 15 marzo; la seconda sul Circuito di Okayama, tra il 31 marzo e il 1º aprile.
| Circuito            | Data      | Pilota più veloce | Vettura        | Team            | Tempo    | Giri |
| ------------------- | --------- | ----------------- | -------------- | --------------- | -------- | ---- |
| Circuito di Suzuka  | 14 marzo  | André Lotterer    | Dallara-Toyota | Team TOM's      | 1'58"761 | 11   |
| Circuito di Suzuka  | 15 marzo  | Daisuke Nakajima  | Dallara-Honda  | Nakajima Racing | 1'36"706 |      |
| Circuito di Okayama | 31 marzo  | Naoki Yamamoto    | Dallara-Honda  | Mugen           | 1'12"902 |      |
| Circuito di Okayama | 1º aprile | Kazuki Nakajima   | Dallara-Toyota | Team TOM's      | 1'13"368 |      |

## Piloti e team
| Team                         | Motore        | No. | Piloti                 | Gare  |
| ---------------------------- | ------------- | --- | ---------------------- | ----- |
| P.mu/cerumo・INGING          | Toyota RI4A   | 1   | Hiroaki Ishiura        | Tutte |
| P.mu/cerumo・INGING          | Toyota RI4A   | 2   | Yuji Kunimoto          | Tutte |
| Kondō Racing                 | Toyota RI4A   | 3   | James Rossiter         | Tutte |
| Kondō Racing                 | Toyota RI4A   | 4   | William Buller         | Tutte |
| Sunoco Team LeMans           | Toyota RI4A   | 7   | Narain Karthikeyan     | Tutte |
| Sunoco Team LeMans           | Toyota RI4A   | 8   | Kamui Kobayashi        | Tutte |
| Real Racing                  | Honda HR-414E | 10  | Koudai Tsukakoshi      | Tutte |
| Real Racing                  | Honda HR-414E | 11  | Takuya Izawa           | Tutte |
| Team Mugen                   | Honda HR-414E | 16  | Naoki Yamamoto         | Tutte |
| KCMG                         | Toyota RI4A   | 18  | Yuichi Nakayama        | Tutte |
| ITOCHU ENEX Team Impul       | Toyota RI4A   | 19  | João Paulo de Oliveira | Tutte |
| ITOCHU ENEX Team Impul       | Toyota RI4A   | 20  | Yuhi Sekiguchi         | Tutte |
| Drago Corse                  | Honda HR-414E | 34  | Takashi Kogure         | Tutte |
| VANTELIN Team TOM'S          | Toyota RI4A   | 36  | André Lotterer         | Tutte |
| VANTELIN Team TOM'S          | Toyota RI4A   | 37  | Kazuki Nakajima        | Tutte |
| Docomo Team Dandelion Racing | Honda HR-414E | 40  | Tomoki Nojiri          | Tutte |
| Docomo Team Dandelion Racing | Honda HR-414E | 41  | Stoffel Vandoorne      | Tutte |
| Nakajima Racing              | Honda HR-414E | 64  | Daisuke Nakajima       | Tutte |
| Nakajima Racing              | Honda HR-414E | 65  | Bertrand Baguette      | Tutte |

- Tutte le vetture sono Dallara SF14.

## Modifiche al regolamento
La serie sostituisce, quale fornitrice delle gomme, la Bridgestone con la Yokohama.

## Risultati e classifiche

### Risultati
| Gara | Circuito | Tempo       | Velocità     | Pole Position     | GPV                | Vincitore              | Vettura        | Team                  |
| ---- | -------- | ----------- | ------------ | ----------------- | ------------------ | ---------------------- | -------------- | --------------------- |
| 1    | Suzuka   | 1h13'59"415 | 202,49 km/h  | Naoki Yamamoto    | Yuhi Sekiguchi     | Naoki Yamamoto         | Dallara-Honda  | Team Mugen            |
| 2    | Okayama  | 22'06"947   | 80,370 km/h  | Hiroaki Ishiura   | Kamui Kobayashi    | Hiroaki Ishiura        | Dallara-Toyota | P.mu/cerumo・INGING   |
| 3    | Fuji     | 1h25'12"917 | 176,704 km/h | Stoffel Vandoorne | Kazuki Nakajima    | João Paulo de Oliveira | Dallara-Toyota | Team Impul            |
| 4    | Motegi   | 1h25'17"584 | 175,619 km/h | Yuhi Sekiguchi    | Kamui Kobayashi    | Yuhi Sekiguchi         | Dallara-Toyota | Team Impul            |
| 5    | Okayama  | 36'28"567   | 170,551 km/h | Kazuki Nakajima   | Kazuki Nakajima    | Stoffel Vandoorne      | Dallara-Honda  | Team Dandelion Racing |
| 5    | Okayama  | 1h11'31"812 | 158,411 km/h | Tomoki Nojiri     | Hiroaki Ishiura    | Yuji Kunimoto          | Dallara-Toyota | P.mu/cerumo・INGING   |
| 6    | Sugo     | 1h22'26"480 | 183,323 km/h | Yuhi Sekiguchi    | Yuhi Sekiguchi     | Yuhi Sekiguchi         | Dallara-Toyota | Team Impul            |
| 7    | Suzuka   | 31'58"809   | 207,00 km/h  | Hiroaki Ishiura   | André Lotterer     | Yuji Kunimoto          | Dallara-Toyota | P.mu/cerumo・INGING   |
| 7    | Suzuka   | 1h08'32"427 | 177,92 km/h  | Hiroaki Ishiura   | Narain Karthikeyan | Stoffel Vandoorne      | Dallara-Honda  | Team Dandelion Racing |

### Classifica piloti
I punti sono assegnati secondo lo schema seguente:
| Weekend 1-4, 6 | 10 | 8 | 6 | 5   | 4 | 3   | 2 | 1   | 1 |
| Weekend 5      | 5  | 4 | 3 | 2,5 | 2 | 1,5 | 1 | 0,5 | 1 |
| Weekend 7      | 8  | 4 | 3 | 2,5 | 2 | 1,5 | 1 | 0,5 | 1 |

| Pilota | Posizione              | S2&4 | OKA | FUJ | M2&4 | OKA | OKA | SUG | JAF | JAF | Punti |
| ------ | ---------------------- | ---- | --- | --- | ---- | --- | --- | --- | --- | --- | ----- |
| 1      | Yuji Kunimoto          | 2    | 6   | Rit | 4    | 2   | 1   | 15  | 1   | 6   | 33    |
| 2      | André Lotterer         | 7    | 8   | 4   | 2    | 12  | 4   | 5   | 2   | 2   | 30    |
| 3      | Yuhi Sekiguchi         | 14   | 13  | 3   | 1    | 13  | 9   | 1   | 18  | 8   | 28,5  |
| 4      | Stoffel Vandoorne      | 3    | 12  | Rit | 6    | 1   | 7   | 6   | 17  | 1   | 27    |
| 5      | Hiroaki Ishiura        | 11   | 1   | 6   | 3    | 7   | 3   | 16  | 3   | 3   | 27    |
| 6      | Kazuki Nakajima        | 12   | 17  | 2   | 7    | 19  | 2   | 4   | 5   | 16  | 22    |
| 7      | João Paulo de Oliveira | 10   | 19  | 1   | Rit  | 8   | 5   | Rit | 8   | 4   | 15,5  |
| 8      | Naoki Yamamoto         | 1    | 5   | Rit | 8    | 10  | 6   | 14  | 19  | Rit | 15,5  |
| 9      | Tomoki Nojiri          | 9    | 4   | 13  | Rit  | 4   | 16  | 3   | 4   | Rit | 14,5  |
| 10     | James Rossiter         | 6    | 9   | 5   | 5    | 9   | 10  | 8   | 12  | 15  | 12    |
| 11     | Koudai Tsukakoshi      | 5    | 2   | 8   | 12   | 5   | 11  | 11  | 11  | 12  | 11    |
| 12     | Daisuke Nakajima       | Rit  | 7   | NP  | 10   | 6   | 12  | 2   | 10  | 10  | 10.5  |
| 13     | Takashi Kogure         | 4    | 15  | 12  | 11   | 11  | 14  | 7   | 7   | 9   | 8     |
| 14     | Narain Karthikeyan     | Rit  | 16  | 7   | Rit  | 3   | Rit | 12  | 15  | 14  | 5     |
| 15     | Bertrand Baguette      | 8    | 14  | 14  | Rit  | 14  | 18  | 9   | 6   | 5   | 4,5   |
| 16     | Takuya Izawa           | Rit  | 3   | 11  | 14   | 16  | 8   | 13  | 16  | Rit | 3,5   |
| 17     | Kamui Kobayashi        | 16   | 18  | 10  | 9    | 18  | 17  | 17  | 9   | 7   | 1     |
| 18     | Yuichi Nakayama        | 13   | 10  | 9   | 15   | 17  | 13  | Rit | 14  | 11  | 0     |
| 19     | William Buller         | 15   | 11  | Rit | 13   | 15  | 15  | 10  | 13  | 13  | 0     |
| Pos    | Pilota                 | S2&4 | OKA | FUJ | M2&4 | OKA | OKA | SUG | JAF | JAF | Punti |

| Colore  | Risultato             |
| ------- | --------------------- |
| Oro     | Vincitore             |
| Argento | 2º posto              |
| Bronzo  | 3º posto              |
| Verde   | Finito a punti        |
| Blu     | Finito senza punti    |
| Viola   | Ritirato (Rit)        |
| Viola   | Non classificato (NC) |
| Rosso   | Non qualificato (NQ)  |
| Nero    | Squalificato (SQ)     |
| Bianco  | Non partito (NP)      |
| Bianco  | Non ha gareggiato     |
| Bianco  | Infortunato (INF)     |
| Bianco  | Escluso (ES)          |
| Bianco  | Gara cancellata (C)   |

### Classifica scuderie
| Pos. | Team                | Nr. | S2&4 | OKA | FUJ | M2&4 | OKA | OKA | SUG | JAF | JAF | Punti |
| ---- | ------------------- | --- | ---- | --- | --- | ---- | --- | --- | --- | --- | --- | ----- |
| 1    | P.mu/cerumo・INGING | 1   | 11   | 1   | 6   | 3    | 7   | 3   | 16  | 3   | 3   | 54    |
| 1    | P.mu/cerumo・INGING | 2   | 2    | 6   | Rit | 4    | 2   | 1   | 15  | 1   | 6   | 54    |
| 2    | TOM's               | 36  | 7    | 8   | 4   | 2    | 12  | 4   | 5   | 2   | 2   | 51    |
| 2    | TOM's               | 37  | 12   | 17  | 2   | 7    | 19  | 2   | 4   | 5   | 16  | 51    |
| 3    | Team Impul          | 19  | 10   | 19  | 1   | Rit  | 8   | 5   | Rit | 8   | 4   | 42    |
| 3    | Team Impul          | 20  | 14   | 13  | 3   | 1    | 13  | 9   | 1   | 18  | 8   | 42    |
| 4    | Dandelion Racing    | 40  | 9    | 4   | 13  | Rit  | 4   | 16  | 3   | 4   | Rit | 36,5  |
| 4    | Dandelion Racing    | 41  | 3    | 12  | Rit | 6    | 1   | 7   | 6   | 17  | 1   | 36,5  |
| 5    | Nakajima Racing     | 64  | Rit  | 7   | NP  | 10   | 6   | 12  | 2   | 10  | 10  | 15    |
| 5    | Nakajima Racing     | 65  | 8    | 14  | 14  | Rit  | 14  | 18  | 9   | 6   | 5   | 15    |
| 6    | Team Mugen          | 16  | 1    | 5   | Rit | 8    | 10  | 6   | 14  | 19  | Rit | 14,5  |
| 7    | Real Racing         | 10  | 5    | 2   | 8   | 12   | 5   | 11  | 11  | 11  | 12  | 14,5  |
| 7    | Real Racing         | 11  | Rit  | 3   | 11  | 14   | 16  | 8   | 13  | 16  | Rit | 14,5  |
| 8    | Kondō Racing        | 3   | 6    | 9   | 5   | 5    | 9   | 10  | 8   | 12  | 15  | 12    |
| 8    | Kondō Racing        | 4   | 15   | 11  | Rit | 13   | 15  | 15  | 10  | 13  | 13  | 12    |
| 9    | Drago Corse         | 34  | 4    | 15  | 12  | 11   | 11  | 14  | 7   | 7   | 9   | 8     |
| 10   | Team LeMans         | 7   | Rit  | 16  | 7   | Rit  | 3   | Rit | 12  | 15  | 14  | 6     |
| 10   | Team LeMans         | 8   | 16   | 18  | 10  | 9    | 18  | 17  | 17  | 9   | 7   | 6     |
|      | KCMG                | 18  | 13   | 10  | 9   | 15   | 17  | 13  | Rit | 14  | 11  | 0     |
| Pos. | Team                | Nr. | S2&4 | OKA | FUJ | M2&4 | OKA | OKA | SUG | JAF | JAF | Punti |

| Colore  | Risultato             |
| ------- | --------------------- |
| Oro     | Vincitore             |
| Argento | 2º posto              |
| Bronzo  | 3º posto              |
| Verde   | Finito a punti        |
| Blu     | Finito senza punti    |
| Viola   | Ritirato (Rit)        |
| Viola   | Non classificato (NC) |
| Rosso   | Non qualificato (NQ)  |
| Nero    | Squalificato (SQ)     |
| Bianco  | Non partito (NP)      |
| Bianco  | Non ha gareggiato     |
| Bianco  | Infortunato (INF)     |
| Bianco  | Escluso (ES)          |
| Bianco  | Gara cancellata (C)   |